# Jonathan Moffett (rugbysta)
Jonathan Moffett (ur. 30 kwietnia 1937 w Belfaście) – irlandzki rugbysta grający na pozycji łącznika młyna, reprezentant kraju.
Był zawodnikiem Ballymena RFC. W Pucharze Pięciu Narodów 1961 rozegrał dwa spotkania dla irlandzkiej reprezentacji zdobywając dziesięć punktów.
W roku 1963 wyjechał do Nowej Zelandii, gdzie nauczał w Lindisfarne College i grał przez cztery lata w barwach klubu Hastings. Pracował następnie w sadownictwie, po czym sam zajął się uprawą owoców – wraz z synami prowadził kilkusetakrową działalność.